# کنستانس دوم
کنستانسِ دوّم ملقب به کنستانس دوم پوگوناتوس یا کنستانس ریشو (به لاتین: Flavius Constantinus Augustus ، یونانی: Κώνστας Β') (زادهٔ ۷ نوامبر ۶۳۰ – درگذشتهٔ ۱۵ سپتامبر ۶۶۸) امپراتور روم شرقی (بیزانس) از ۶۴۱ تا ۶۶۸ بود و در دوران حکومت او، استان‌های جنوبی و شرقی بیزانس به‌دست مسلمانان افتاد.

## زندگی

### سال‌های نخستین
کنستانس در ۷ نوامبر ۶۳۰ در قسطنطنیه زاده شد. او پسر هراکلیوس کنستانتین (بعدتر کنستانتین سوم) و گرگوریا بود و با عنوان فلاویوس هراکلیوس غسل تعمید یافت (او بعدتر در طول حکومتش با نام‌های کنستانتین و کنستانس شناخته شد و به‌خاطر ریش انبوهش به پوگاناتوس شهرت یافت).
هراکلیوس، امپراتور بیزانس پدر هراکلیوس کنستانتین بود که در فوریهٔ ۶۴۱ درگذشت و پس از او هراکلیوس کنستانتین باعنوان کنستانتین سوم به‌طور مشترک با برادر ناتنیش هراکلوناس به امپراتوری بیزانس رسید. اما دیری نپایید که کنستانتین سوم در همان سال و احتمالاً بر اثر بیماری سل درگذشت و چنین شایع شد که هراکلوناس و مادرش مارتینا او را به قتل رسانده‌اند. در نتیجهٔ این شایعات شورشی به رهبری ژنرال والنتینوس به‌وقوع پیوست و او هراکلوناس را وادار کرد تا خواهرزادهٔ جوانش کنستانس را به فرمانروایی مشترک با خود برگزیند. مارتینا به‌منظور حفظ تعادل با تاجگذاری پسر کوچکش سزار داوید او را به مقام امپراتوری رساند. اما این کار او باعث رنجش حامیان کنستانس گردید و والنتیانوس اینگونه شایع کرد که هراکلوناس و مادرش می‌خواهند کنستانس و طرفدارانش را حذف نمایند.
این موضوع به شورشی مجدد علیه هراکلوناس انجامید که با پیروزی شورشیان همراه بود. آنها زبان مارتینا و بینی هراکلوناس را بریده و سپس به رودس تبعیدشان نمودند.

### رسیدن به امپراتوری
پس از برکناری و تبعید امپراتور پیشین در سپتامبر ۶۴۱ که گمان می‌رود در همان سال نیز درگذشته باشد، امپراتوری روم شرقی به کنستانس رسید و او با عنوان کنستانس دوم تاجگذاری کرد. از آنجا که کنستانس دوم در زمان بر تخت نشستنش ۱۱ سال بیشتر نداشت، سنای قسطنطنیه به‌عنوان نایب‌السلطنهٔ او تا زمانی که به سن بلوغ برسد ادارهٔ حکومت را در دست گرفت.

### درگیری با مسلمانان
در دومین سال از حکومت کنستانس، مسلمانان با حمله به مصر آنجا را به تصرف خود درآورده و در ۶۴۷ به ارمنستان یورش بردند. در ۶۴۸ آنها فریگیه را مورد تاخت و تاز خود قرار داده و در ۶۴۹ نخستین حملهٔ دریایی خود به کرت را آغازکردند.
یورش گستردهٔ مسلمانان به کیلیکیه و ایسوریا در فاصلهٔ ۶۵۰ تا ۶۵۱ سبب شد تا کنستانس وارد مذاکرات صلح با معاویه پسر ابی سفیان، فرماندار سوریه در دورهٔ خلافت عثمان شود. مهلت کوتاهی که در نتیجهٔ آتش‌بس به‌وجود آمد این امکان را به کنستانس داد تا نواحی غربی ارمنستان را همچنان در اختیار روم شرقی نگاه دارد.
اما معاویه در ۶۵۴ بار دیگر حملات دریایی خود را از سر گرفت و رودس را غارت نمود. کنستانس در ۶۵۵ ناوگانی را برای مقابله با مسلمانان به فینیکه فرستاد و خود فرماندهی آن را بر عهده گرفت. اما نتیجهٔ نبرد برای روم شرقی فاجعه‌بار بود. ۵۰۰ کشتی بیزانسی طی نبرد فینیکس غرق شد و امپراتور تنها با رشادت یکی از سربازانش توانست جان سالم از این مهلکه به در برد.
عثمان به‌دنبال این پیروزی آمادهٔ حمله به قسطنطنیه می‌شد که در ۶۵۶ به‌قتل رسید و مسلمانان درگیر جنگ‌های داخلی با یکدیگر شدند. سرانجام کنستانس دوم در ۶۵۹ موفق شد تا عهدنامهٔ صلحی را با فرماندار سوریه به امضا برساند.

### سیاست‌های داخلی
کنستانس که شاهد تقسیم امپراتوری در پی اختلاف‌های مذهبی بود در دوران فرمانرواییش تلاش کرد تا کلیسایی متحد و یکپارچه را به‌وجود آورد. او در ۶۴۸ فرمانی را با عنوان تایپوس صادر نمود که به‌موجب آن، بحث دربارهٔ ذات الهی و دات انسانی مسیح که عامل بروز درگیری بود ممنوع می‌شد. پاپ مارتینوس یکم این فرمان را محکوم کرد و کنستانس او را در ۶۵۳ دستگیر و تبعید نمود.
کنستانس دوم در ۶۵۴ پسرش کنستانتین (بعدتر کنستانتین چهارم) را به امپراتوری مشترک با خود رساند و برادرش تئودوسیوس را از جانشینی خود محروم ساخت. او سپس در ۶۶۰ فرمان قتل برادرش را صادر نمود که این برادرکشی باعث نفرت زیردستانش در قسطنطنیه از او شد.

### مرگ
کنستانس در ۶۶۳ به‌منظور سفر به مناطق غربی پایتخت را ترک نمود و با گذر از شمال ایتالیا به رم و پس از آن به سیراکوزا در سیسیل رفت و در همانجا اقامت گزید. او در نظر داشت تا آنجا را به پایتخت همیشگی و مرکز استراتزیک امپراتوری برای مقابله با حملهٔ مسلمان در غرب بدل سازد. اما این تصمیم او مورد پسند هیچکدام از اهالی سیراکوزا و قسطنطنیه واقع نشد و سرانجام در ۱۵ سپتامبر ۶۶۸، هنگامی که کنستانس مشغول استحمام بود توسط پیشکار خود به قتل رسید.